# Intel Atom
Intel Atom är en familj x86-mikroprocessorer optimerade för låg energiförbrukning. Familjen lanserades av Intel 2008 i 45 nm-teknik. Den används i netbooks och i inbyggda system. Under 2012 kommer Lenovo och Motorola att släppa smarttelefoner som använder Atomprocessorer.